# Sault Ste. Marie Stampede
Die Sault Ste. Marie Stampede waren eine US-amerikanische Eishockeymannschaft aus Sault Ste. Marie, Michigan. Das Team spielte in der Saison 2005/06 in der North Eastern Hockey League. Die Heimspiele wurden im Pullar Stadium ausgetragen.

## Geschichte
Die Mannschaft wurde 2005 als Franchise der North Eastern Hockey League gegründet, die in der Saison 2005/06 unter dem Namen Continental Professional Hockey League firmierte. Die reguläre Saison, geplant mit 44 Spielen, wurde jedoch bereits Mitte Dezember 2005 nach lediglich sechs Spielen aufgrund wirtschaftlicher Probleme abgebrochen.